# Kīā Besar
Kīā Besar (persiska: كياب سَر, Kīāb Sar, كيا بسر) är en ort i Iran.   Den ligger i provinsen Mazandaran, i den norra delen av landet, 110 km nordost om huvudstaden Teheran. Kīā Besar ligger 75 meter över havet och antalet invånare är 225.
Terrängen runt Kīā Besar är platt åt nordost, men åt sydväst är den kuperad.Runt Kīā Besar är det ganska glesbefolkat, med 47 invånare per kvadratkilometer. Närmaste större samhälle är Āmol, 12,4 km öster om Kīā Besar. Trakten runt Kīā Besar består till största delen av jordbruksmark.